# Clotilde de Vaux

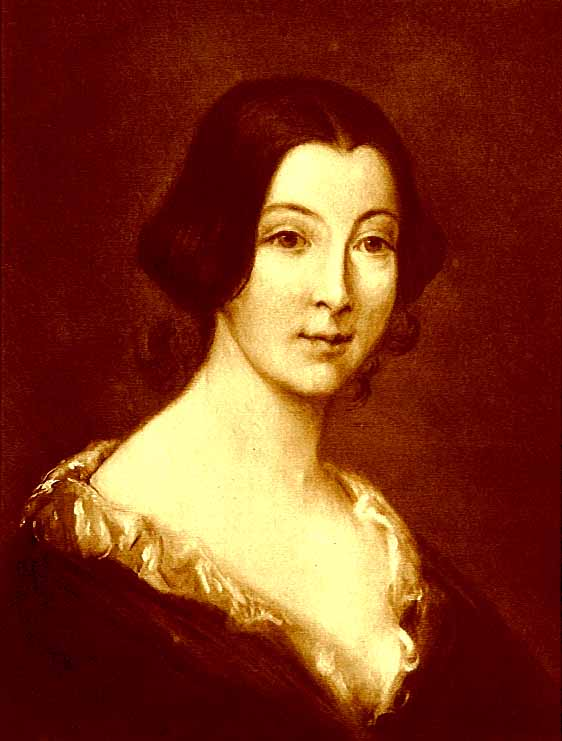
Clotilde de Vaux

Clotilde de Vaux, född 3 april 1815 i Paris, död 5 april 1846, var en förmögen fransk adelsdam, författare och poet. Hon träffade 1844 Auguste Comte och blev hans stora kärlek och inspiratör.